# 라디오 민다나오 네트워크
라디오 민다나오 네트워크(Radio Mindanao Network, Inc./RMN)는 필리핀에서 가장 큰 무선 네트워크 중 하나이다.본사는 4층 주 콘도미니엄 I Bldg, 살세도 세인트, 레가스피 빌리지, 마카티에 위치하고 있으며, 본사는 RMN 방송 센터(카노이 블리그), 돈 아폴리나리오 벨레즈 스트리트, 카가얀 데 오로에 위치해 있다.라디오 스튜디오는 과달루페, 마카티, 그린힐스, 산후안 시티에 위치해 있다.이 네트워크의 첫 번째 라디오 방송국은 1952년 8월 28일 민다나오의 카가얀 데 오로에 설립된 DXCC (네트워크의 주력 방송국이기도 함)였다.이 부름은 비즈니스 창립자(카누이와 쿠이)의 성을 언급한 것으로 추정되지만, 그의 회고록의 창립자 헨리 카누이에 따르면 실제로 카가얀 데 오로 시를 의미하는 것으로 선택되었다.

## 같이 보기
- 인터컨티넨탈 방송 공사